# Petra Schneider
Petra Schneider (República Democrática Alemana, 11 de enero de 1963) es una nadadora alemana retirada especializada en pruebas de cuatro estilos, donde consiguió ser campeona olímpica en 1980 en los 400 metros.

## Carrera deportiva
En los Juegos Olímpicos de Moscú 1980 ganó la medalla de oro en los 400 metros estilos, con un tiempo de 4:36.29 segundos que fue récord del mundo, por delante de la británica Sharron Davies y la polaca Agnieszka Czopek; y también ganó la plata en los 400 metros estilo libre, con un tiempo de 4:09.16 segundos, tras su compatriota Ines Diers y por delante de la también alemana Carmela Schmidt.